# Via Funchal
Via Funchal - arena znajdująca się w São Paulo w Brazylii. Jest obiektem koncertowym, ale mogą być w nim organizowane także inne wydarzenia. W arenie znajduje się 9 120 miejsc, w tym 3 120 siedzących.

## Artyści występujący na Via Funchal
Na arenie występowały następujące gwiazdy światowego formatu: 50 Cent, Alanis Morissette, Arch Enemy, B.B. King, Jeff Beck, Bob Dylan, The Black Eyed Peas, Bobby McFerrin, Michael Bolton, Boy George, Michael Bublé, Charles Aznavour, Chuck Berry, Joe Cocker, Coldplay, Crosby, Stills & Nash, Cyndi Lauper, Deep Purple, Demis Roussos, Diana Krall, Dionne Warwick, Dolores O’Riordan, Duran Duran, Earth, Wind & Fire, Fergie, Gloria Gaynor, Julio Iglesias, Limp Bizkit, Liza Minnelli, Massive Attack, Michel Legrand, Marilyn Manson, Maria Rita, John Mayall, My Chemical Romance, Maroon 5, Motörhead, Natalie Cole, Nightwish, Norah Jones, The Prodigy, Queen + Paul Rodgers, Rammstein, R.E.M., Richard Marx, Rufus Wainwright, Sepultura, Simple Minds, The Sisters of Mercy, Slayer, Tokio Hotel, Toto, Village People, Johnny Winter, Zucchero, ZZ Top.